# アピサイ・イエレミア
アピサイ・イエレミア（英語: Apisai Ielemia、1955年8月19日 - 2018年11月19日）は、ツバルの政治家。2006年から2010年まで、同国の第11代首相を務めた。
ヴァイツプ島選出の国会議員だが、政治的な地盤は持っていない。これは、政党というものが存在しないツバルでは珍しくないことである。

## 経歴
2006年8月3日の総選挙でマアティア・トアファ政権が敗北し、8月14日に野党議員であったイエレミアが国会で次期首相に選任された。外務相も兼務。
政権は一貫して中華民国との関係を重視し、2007年12月には同国を訪れ二国間の問題を協議した
。2009年にデンマークのコペンハーゲンで開かれた第15回気候変動枠組条約締約国会議（COP10）では海面上昇の窮状を訴え、高い注目を集めた。
2010年の総選挙でも自らの選挙区で再選された。

### 内閣の顔ぶれ

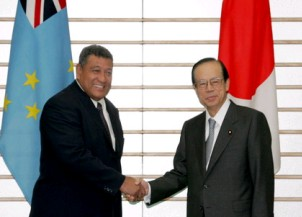
2007年12月6日、総理大臣官邸にて内閣総理大臣福田康夫（右）と

2006年9月時点でのアピサイ・イエレミア内閣の閣僚名簿は以下の通り。
- 副首相兼天然資源相 - タヴァウ・テイー議員（ニウタオ島選出）
- 国会報道官 - サー・カムタ・ラタシ議員（フナフティ島選出）
- 議事担当相 - ウィリー・テラヴィ議員（ナヌメア島選出）
- 金融・経済計画相 - ロトアラ・メティア議員（ヌクフェタウ島選出）
- 公共事業・水・エネルギー相 - カウセア・ナタノ議員（フナフティ島選出）
- コミュニケーション・交通・観光相 - タウケリナ・フィニカソ議員（ヴァイツプ島選出）
- 教育・青少年・スポーツ相 - ファレサ・ピトイ議員（ナヌマンガ島選出）
- 厚生相 - イアコバ・イタレリ議員（ヌイ島選出）
- 議員総会（国会）議長 - サー・トム・シオネ議員（ニウタオ島選出）

### 首相退任後
2010年12月にマアティア・トアファ内閣の不信任決議案が可決され、ウィリー・テラヴィが次期首相に選出された。テラヴィの盟友であったイエレミアは外務・環境・貿易・労働・観光相として入閣した。
2018年11月19日に63歳で死去。